# 오솔미
오솔미(본명: 한혜선, 1971년 1월 1일~)는 대한민국의 배우이자 가수 겸 대학 교수이다. 개명 이전 이름인 한규로도 알려져 있다.

## 학력
- 1983년 서울논현초등학교(졸업)
- 1986년 언북중학교(졸업)
- 1989년 영동여자고등학교(졸업)
- 1991년 인덕대학 방송연예학과(전문학사)
- 1994년 국제패션디자인직업전문학교 패션디자인학과 패션디자인 전공(전문학사)
- 1997년 동덕여자대학교 방송연예학과(학사)
- 2016년 중앙대학교 예술대학원 공연영상학과 영화 전공(예술학 석사, 2014~2016)
- 2021년 중앙대학교 첨단영상대학원 영상학과 영상예술학 전공(예술학 박사, 박사 학위 취득 2021)

## 출연작

### 드라마
- 《운명처럼 널 사랑해》(2014년, MBC) - 김미숙 역
- 《느낌》(1994년, KBS2) - 미선 역
- 《합이 셋이오》(1993년)
- 《내일은 사랑》(1992년, KBS2) - 오솔미 역

### 영화
- 《지렁이》(2017년)
- 《너희가 재즈를 믿느냐?》(1996년)
- 《커피 카피 코피》(1994년)
- 《나의 아내를 슬프게 하는 것들》(1991년)

### 텔레비전 프로그램
- 《불타는 청춘》(2016년)

## 음반
- 《내일은 사랑 OST》

## 가족
- 형제자매: 오빠 1명, 언니 2명
- 친척: 박재훈(이종사촌 남동생)